# 石家乡 (石柱县)
石家乡，是中华人民共和国重庆市石柱土家族自治县下辖的一个乡镇级行政单位。

## 行政区划
石家乡下辖以下地区：
石龙村、黄龙村、凤凰村、九龙村和安桥村。

## 中国传统村落
2012年，黄龙村被评为首批“中国传统村落”。